# 胜利站 (罗先市)
勝利站（韓語：승리역）是朝鮮民主主義人民共和國罗先市的一個鐵路車站，属于勝利線。

## 邻近车站
勝利線
先锋站 - 勝利站